# Leonardo Torres Quevedo
Leonardo Torres Quevedo (28. prosince 1852 Molledo – 18. prosince 1936 Madrid) byl španělský matematik a konstruktér.
Narodil se v Kantábrii v rodině železničního inženýra. Studoval na koleji Kongregace školských bratří v Paříži a pak na Escuela de Ingenieros de Caminos, Canales y Puertos v Madridu. Začal pracovat u železnice, avšak díky příjmům z dědictví mohl toto zaměstnání brzy opustit a plně se věnovat vědecké činnosti. Podnikl cestu po Evropě, na níž se seznamoval s technologickými novinkami. Jeho prvním počinem byla v roce 1887 visutá lanová dráha ve Valle de Iguña. Navrhl také kabinovou lanovku Whirlpool Aero Car nad řekou Niagara.
Jeho práce Sur les machines algébriques a Machines à calculer byly průlomovými díly v oboru polynomů a uplatnily se při konstrukci analogových počítačů. Od roku 1907 byl ředitelem madridské Laboratoře pro automatizaci. Sestrojil šachový automat El Ajedrecista, uznávaný jako významný přínos k rozvoji umělé inteligence.
V roce 1903 představil Francouzské akademii věd systém dálkového ovládání nazvaný Telekino. Pro pedagogy vyvinul laserové ukazovátko. Navrhl systém značek Indicadores coordinados, který by usnadnil orientaci v ulicích Madridu. Zabýval se také výzkumem vzducholodí a podle jeho plánů postavila francouzská společnost Société Astra řiditelnou vzducholoď Astra-Torres. K jeho vynálezům patří i motorový katamarán Binave.
Celý život byl silně věřícím katolíkem. Patřil k propagátorům esperanta a byl členem Mezinárodního výboru pro intelektuální spolupráci při Společnosti národů. Působil také v kulturní instituci Ateneo de Madrid.
V roce 1920 se stal členem Real Academia Española a v letech 1928 až 1934 byl prezidentem Španělská královská akademie věd. Zastupoval Španělsko v Mezinárodním úřadu pro míry a váhy. Podílel se na sestavení slovníku Diccionario Tecnológico Hispanoamericano, který sjednotil technickou terminologii ve španělštině. Byla mu udělena Echegarayova medaile, Řád Karla III., Řád čestné legie a čestný doktorát Pařížské univerzity.
Zemřel krátce po vypuknutí španělské občanské války v madridském bytě svého syna, je pohřben na Cementerio de San Isidro. Jeho jméno nese střední škola IES Leonardo Torres Quevedo v Santanderu. V roce 2012 mu byl věnován Google Doodle ke stému šedesátému výročí narození.
Jeho pravnukem je Ángel Lossada Torres-Quevedo, který byl v letech 2018 až 2022 španělským velvyslancem v Praze.